# Ćosanlije
Ćosanlije är en ort i Bosnien och Hercegovina.   Den ligger i entiteten Federationen Bosnien och Hercegovina, i den sydvästra delen av landet, 120 km väster om huvudstaden Sarajevo. Ćosanlije ligger 745 meter över havet och antalet invånare är 311.
Terrängen runt Ćosanlije är varierad.Närmaste större samhälle är Orguz, 1,2 km nordväst om Ćosanlije. 
Omgivningarna runt Ćosanlije är en mosaik av jordbruksmark och naturlig växtlighet. Runt Ćosanlije är det ganska tätbefolkat, med 93 invånare per kvadratkilometer.